# Ophichthus polyophthalmus
Ophichthus polyophthalmus är en fiskart som beskrevs av Bleeker, 1864. Ophichthus polyophthalmus ingår i släktet Ophichthus och familjen Ophichthidae. Inga underarter finns listade i Catalogue of Life.